# Ruprecht z Eggenbergu
Ruprecht z Eggenbergu (německy Ruprecht von Eggenberg, 1546 - 7. února 1611 Štýrský Hradec) byl rakouský šlechtic a generál císařské armády z rodu Eggenbergů.

## Život

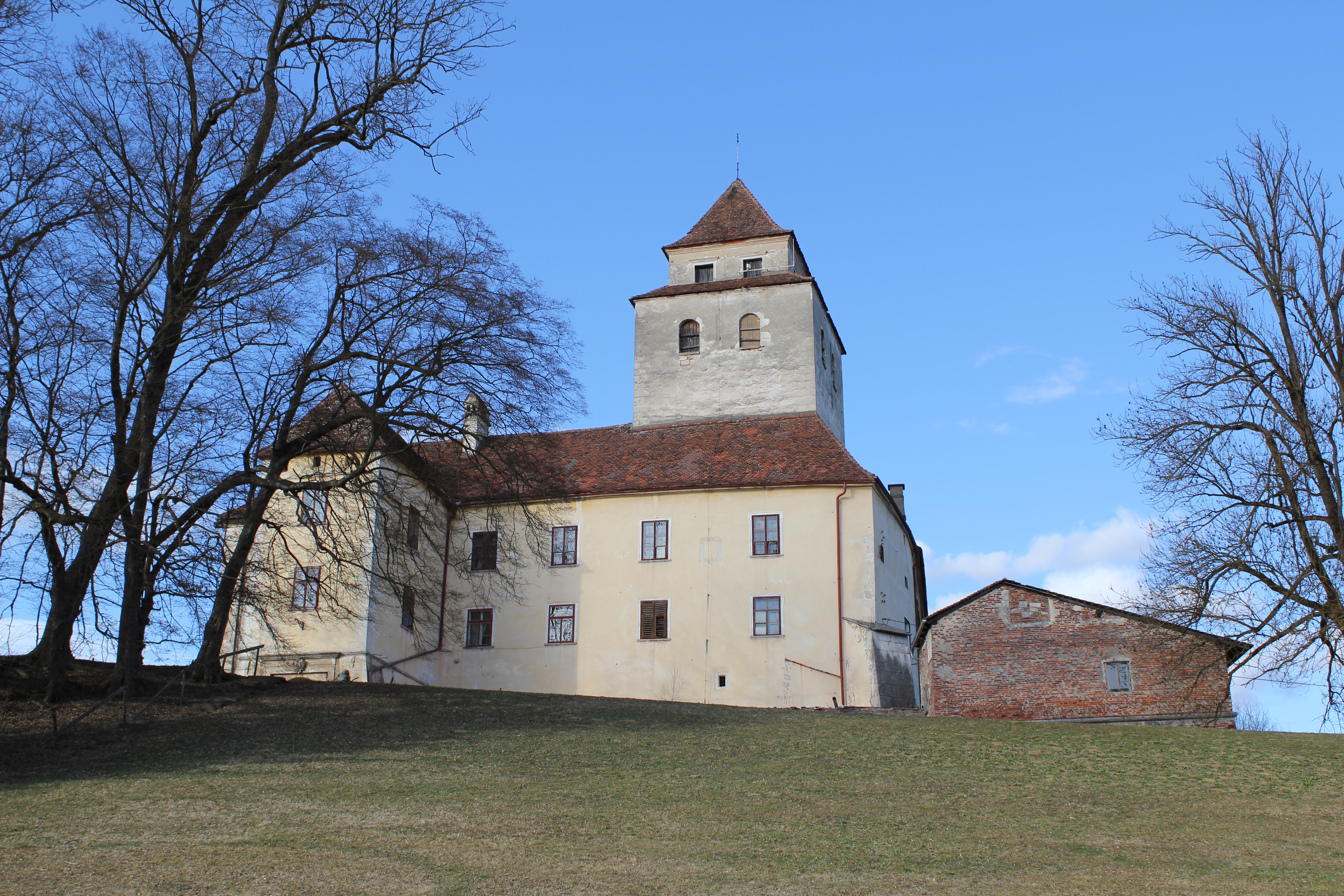
Zámek Ehrenhausen

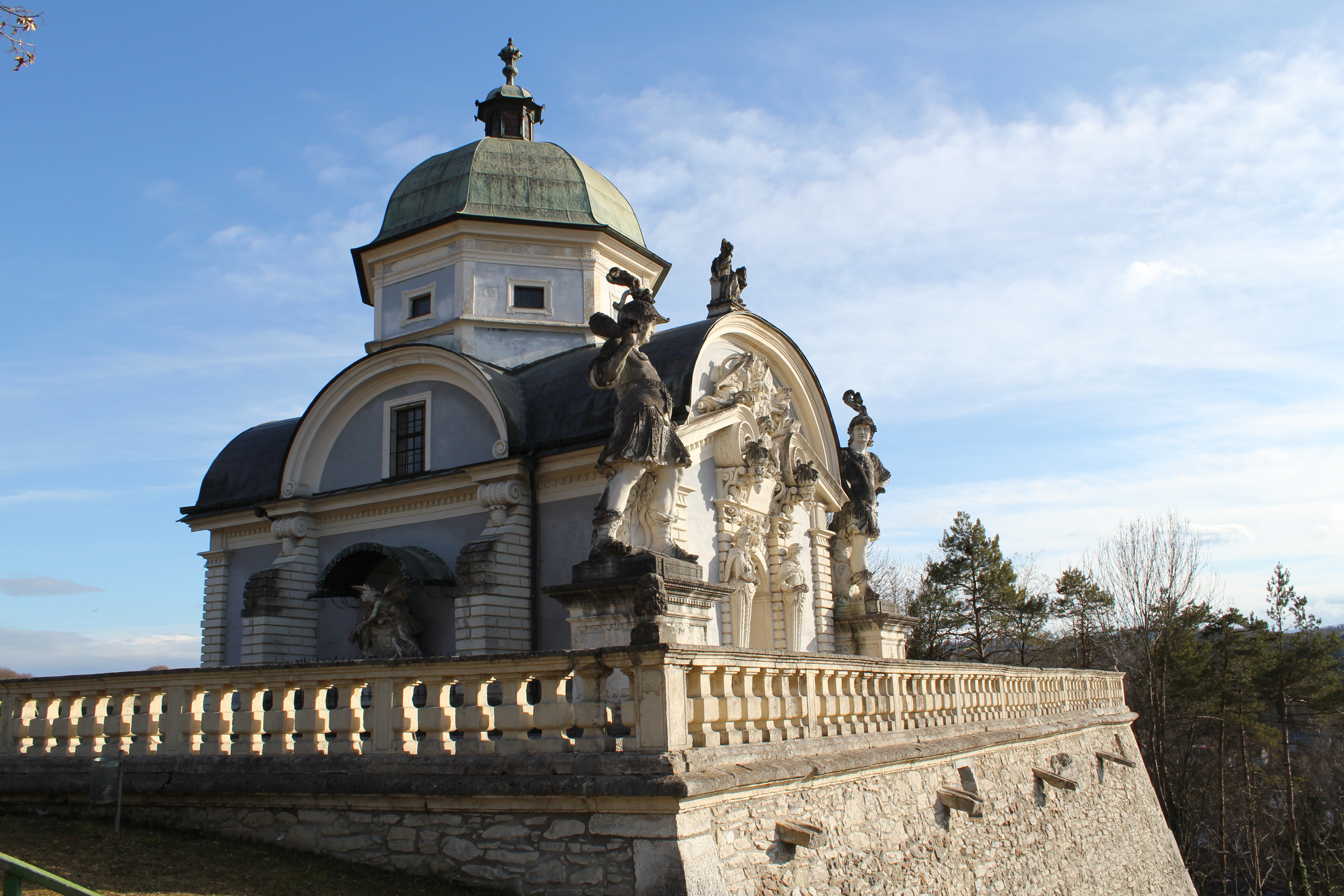
Mauzoleum v Ehrenhausenu

Ruprecht z Eggenbergu se narodil jako syn Kryštofa z Eggenbergu († 1553) z radkersburské linie a jeho manželky Heleny z Fiegeru.
Když v roce 1543 musel hrabě Jiří ze Schaunbergu prodat zámek Ehrenhausen včetně poplužního dvora, stal se Kryštof z Eggenbergu novým majitelem.
Ruprechtovým pradědem byl Hanuš z Eggenbergu, který zemřel v roce 1481, a jehož náhrobní pomník je k vidění ve farním kostele v Radkersburgu, bratr Bartoloměje z Eggenbergu, jehož epitaf je ve farním kostele Ehrenhausen, a bratranec Jana Oldřicha z Eggenbergu, který nechal vystavět hrad Eggenberg u Štýrského Hradce (nyní ve XIV. městské části – Eggenberg). 
Ruprecht z Eggenbergu se brzy rozhodl pro vojenskou kariéru. V roce 1572 vstoupil do španělských služeb jako kapitán a sloužil v Nizozemsku pod velkým generálem Alexandrem Farnesem, vévodou z Parmy a Piacenzy. Eggenberg zde mohl získat velké zkušenosti. Od arcivévody Karla II, Ruprecht z Eggenbergu byl jmenován arcivévodským radou a kapitánem hlavního hradu ve Štýrském Hradci. Kvůli rostoucí turecké hrozbě byl od roku 1592 zaměstnán jako velitel vojska.
22. června 1593 habsburská vojska pod vedením tří velitelů - Ruprechta z Eggenbergu, Ondřeje z Auerspergu a Tomáše z Erdődy - porazila v bitvě u Sisaku tureckou přesilu vedenou Telli Hasanem Pašou a osvobodila obleženou pevnost Sisak. V roce 1594 byl hrabě Eggenberg pověřen velením rakouských vojsk na vojenské hranici a v roce 1595 dobyl tureckou pevnost Petrinja. V roce 1596 byl Eggenberg jmenován polním plukovníkem v Horních Uhrách a v roce 1597 polním generálplukovníkem.
Za své zásluhy byl nakonec Ruprecht z Eggenberku povýšen od císaře v roce 1598 spolu s celým rodem Eggenberků na svobodného pána.
V roce 1606 odešel do výslužby a žil ve Štýrském Hradci až do své smrti v roce 1611.
Úspěchy Ruprechta z Eggenbergu vytvořily zásadní základ pro další rozvoj rodu. ve své závěti z roku 1609 stanovil, že má být pohřben v mauzoleu na Schlossbergu v Ehrenhausenu, které nechal vybudovat. Podle své poslední vůle byl poté v mauzoleu v roce 1693 pohřben.
Později zde byl pohřben i jeho synovec a dědic Wolf z Eggenbergu (1580–1615), generálplukovník na chorvatské hranici a syn Bartoloměje z Eggenbergu a Justiny z Breuneru.